# Dünnwalder Grabhügelfelder
Die Dünnwalder Grabhügelfelder sind Grabhügelfelder aus dem Zeitraum zwischen 900 und 400 v. Chr. und somit von der späten Bronzezeit bis in die Eisenzeit (ab 800 v. Chr.) auch Hallstattzeit bzw. im Übergang zur Laténezeit (ab 450 v. Chr.) genannt, im Kölner Ortsteil Dünnwald, zur Stadtgrenze nach Leverkusen-Schlebusch und Bergisch Gladbach hin.

## Lage der Grabhügelfelder

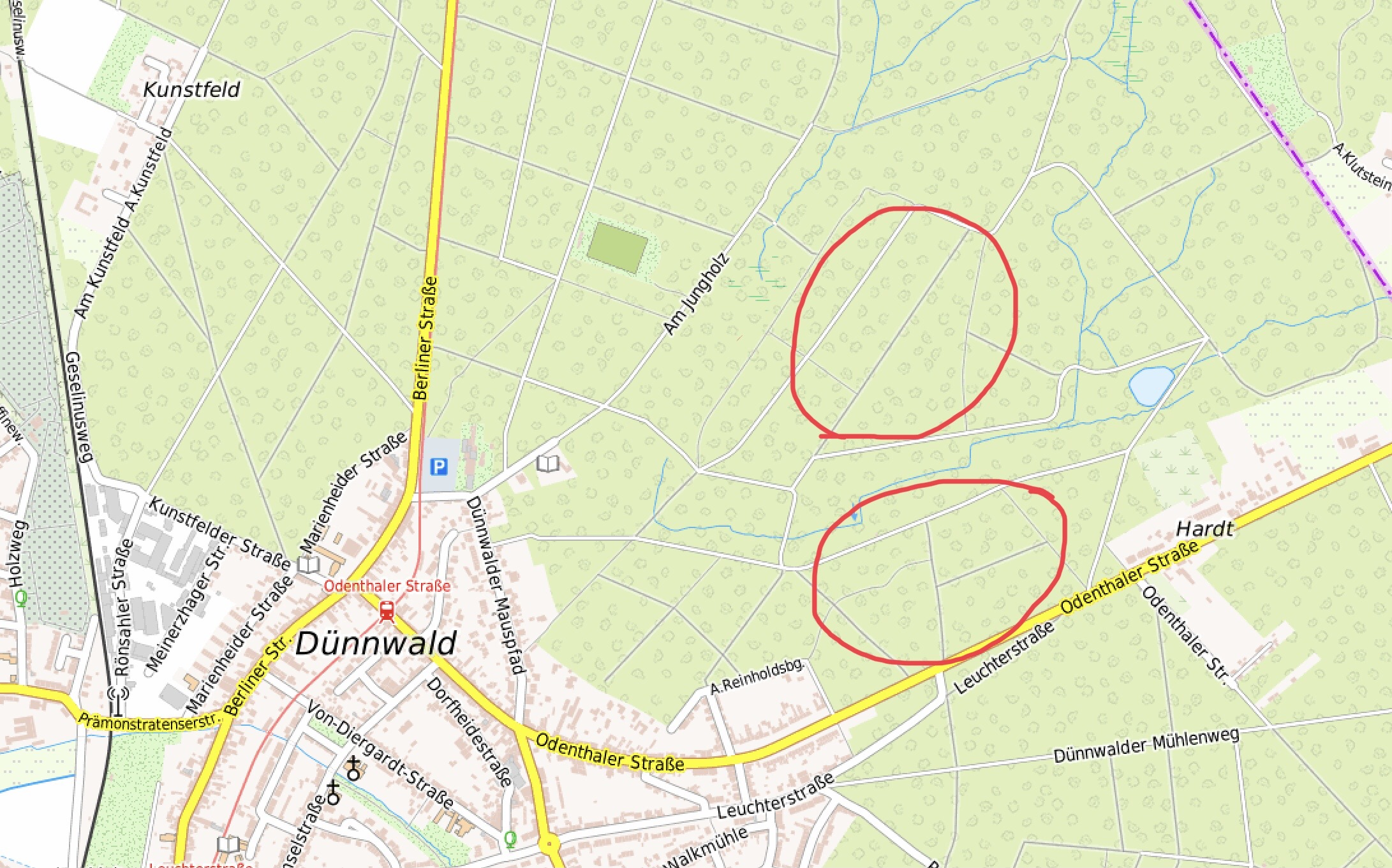
Lage der Grabhügelfelder im Dünnwalder Wald

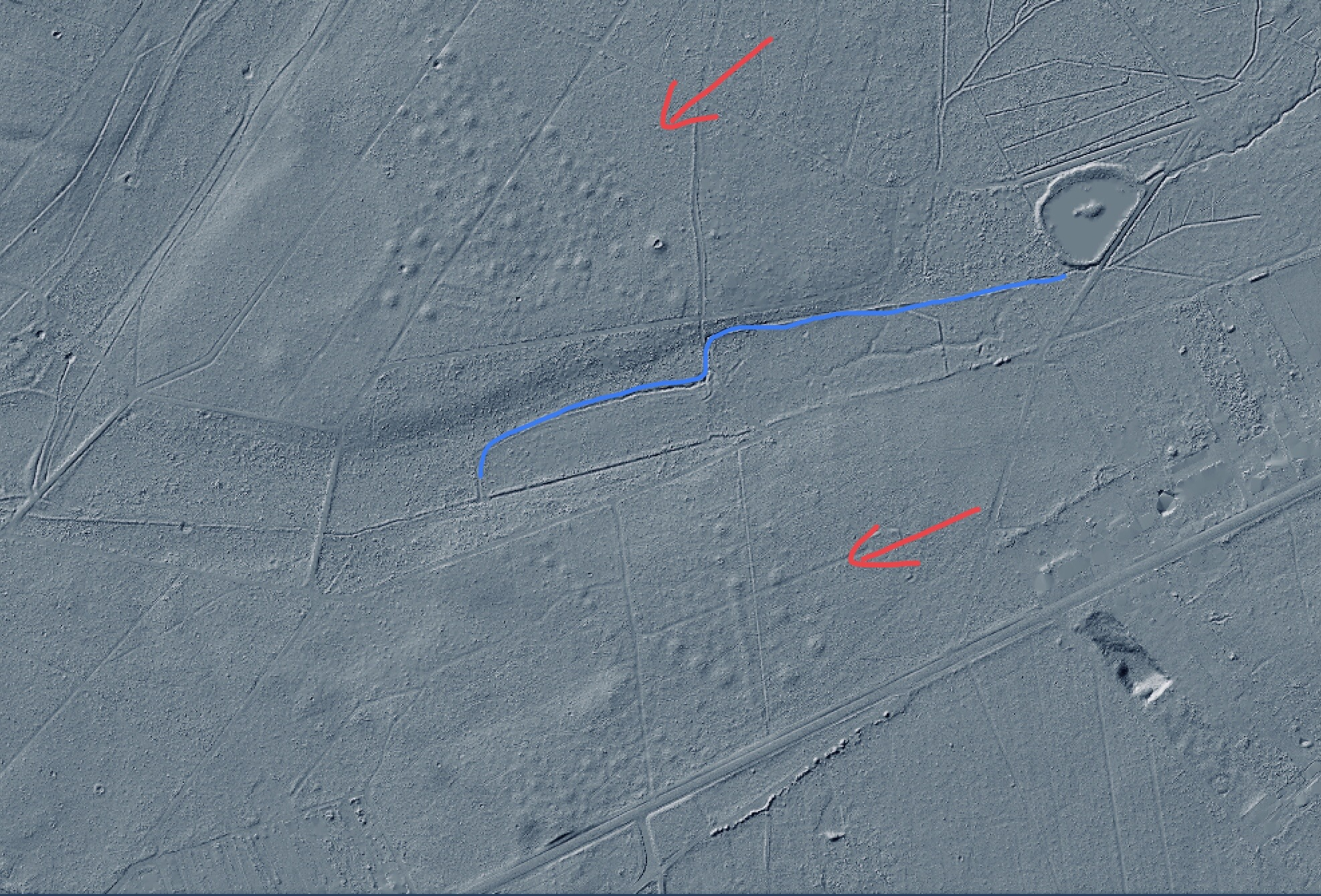
Digitales Geländemodell im Kartenausschnitt mit erkennbaren Grabhügeln

Im Wald bei Dünnwald befinden sich in nördlicher Richtung neben der Odenthaler Straße an der Stadtgrenze zu Leverkusen und Bergisch Gladbach in insgesamt zwei Arealen, getrennt vom kleinen Katterbach, rund 400 Grabhügel. Die Grabhügelfelder liegen oberhalb des Hochwassergebietes des Rheins und auf zwei leichten Erhebungen, die durch den Katterbach getrennt werden. Angelegt wurden die Grabhügel zwischen ca. 900 und 400 v. Chr.
Bereits in der vorchristlichen Zeit, und nach heutiger Forschung bereits in keltischer und später der germanischen Zeit, existierte der heutige Mauspfad als Fernhandels- und Militärweg, an dem Dünnwald damals lag. Die Grabhügel liegen ca. 500 m Luftlinie vom Mauspfad entfernt. Dünnwald lag darüber hinaus am Heerweg Köln–Dortmund, einer sogenannten Altstraße oder auch Hellweg. Der Heerweg war jedenfalls vom Frühmittelalter bis in die Neuzeit ein bedeutender Heerweg, Pilgerweg, eine Handelsstraße und die wichtigste Durchgangsstraße im Zentrum des Bergischen Landes. Funde deuten darauf hin, dass die Route bereits in der Antike bestand. Vermutlich kreuzten sich in Dünnwald gleich mehrere Altstraßen, bzw. liefen teilparallel: Der Mauspfad (Nord–Süd), Heerweg Köln–Dortmund (Süd–Nord/Ost), Heerweg Köln–Kassel (West–Ost), wobei die Lage des letzteren heute etwas unklar ist. Möglicherweise verlief der Weg südlicher durch Köln-Brück. In der Karte von J. Schneider aus dem Jahr 1890 ist jedoch explizit „Dünnwald“ als Ortslage eingetragen. Die Grabhügel liegen daher in unmittelbarer Nähe zu einem der zentralen vorzeitlichen Wegeknotenpunkte.

## Geschichte
Die waldlose Landschaft von 900 bis 400 v. Chr. bestand hauptsächlich aus Buschwerk und Heide, gelegentlich gab es einzelne Höfe oder kleine Dörfer und nur einzelne Bäume. Die Landschaft war damals vergleichbar mit der Landschaft z. B. in der heutigen Toskana. Die Menschen im rechtsrheinischen Gebiet mit seinen unfruchtbaren Sandböden lebten hauptsächlich von der Viehzucht und nicht vom Ackerbau, im Gegensatz zu den Menschen auf den fruchtbaren Lössböden des linken Ufers. Zu den Bestattungspraktiken gehörte es, die Toten zu verbrennen und ihre Asche in Keramikgefäße zu geben, oft mit einem Becher oder einer kleinen Schale obenauf. Die Asche wurde dann mit Sandhügeln bedeckt, die unterschiedlich groß waren und manchmal mehrere Urnen enthielten. Es gab jedoch nur wenige Grabbeigaben aus Metall, nur gelegentlich wurden Metallmesser oder Gewandspangen gefunden.
Im weiteren Umfeld sind weitere Siedlungsspuren aus der Bronzezeit und Eisenzeit zu finden, so z. B. in nur rund 6 km Luftlinie Entfernung die Wallanlage Alte Burg Erberich, eine bronzezeitliche Befestigungs- und Siedlungsanlage bei Odenthal.
Auf der rechten Rheinseite sind etwa 3000 hallstattzeitliche Urnengräber entdeckt worden, wobei man davon ausgeht, dass es noch mehr waren. Diese Gräber befinden sich vor allem entlang des Mauspfads, der aufgrund seiner erhöhten Lage auf der Heideterrasse und des Schutzes vor Überschwemmungen damals ein wichtiger Reise- und Handelsweg war.
Erstmals schriftlich beschrieben wurden die Gräber 1845, danach ließ Grundstückseigentümer Graf von Fürstenberg-Stammheim die ersten 20 Hügel systematisch öffnen und untersuchen, die Funde blieben in Privatbesitz. In der Bevölkerung war das so genannte „Urnenstechen“ schon im 16. Jahrhundert ein beliebter Volkssport. Die Gräber wurden geplündert, die Urnen landeten dann nicht selten auf dem heimischen Kaminsims. Eine unerlaubte Grabung durch Kinder der Volksschule Köln-Höhenhaus (heutige Schule: Am Rosenmaar) im Dezember 1956 zerstört durch einen tiefen Graben den großen Hügel Nr. 293 und die mittig sitzende Bestattung. Die Hallstattzeitliche Urne konnte jedoch wieder rekonstruiert werden. 1983 wurde im Südwestteil, unweit eines schon 1968 untersuchten Hügels von Kindern hallstattzeitliche Keramik gefunden (der Verbleib der Funde ist unklar). 1988 wurde weitere Keramik aus dem Dünnwalder Grabhügelfeld geborgen. Fundstücke aus dem Bereich sind z. B. eine 1922 gefundene (wohl mittelneolithische) Arbeitsaxt aus „Kieselschiefer“ mit konvexen Breitseiten und zylindrischer Bohrung. Einige der geborgenen Urnen sind in der Dauerausstellung des Römisch-Germanischen Museums und im Rheinischen Landesmuseum Bonn zu sehen.